# Atualização monetária
No Brasil, atualização monetária (AO 1945: actualização monetária) são os ajustes contábeis e financeiros, realizados com o intuito de se demonstrar os preços de aquisição em moeda em circulação no país (atualmente o Real), em relação ao valor de outras moedas (ajuste cambial) ou índices de inflação ou cotação do mercado financeiro (atualização monetária propriamente dita).
Em Economia é também chamado de "correção monetária", ou seja, um ajuste feito periodicamente de certos valores na economia tendo em base o valor da inflação de um período, objetivando compensar a perda de valor da moeda.
Em termos de contabilidade tributária, a atualização monetária pode ser uma receita (denomina-se variação monetária ativa), ou uma despesa (variação monetária passiva).
Exemplo de cálculo de uma variação monetária passiva
- Empréstimo em dólar = US$ 100,00
- Cotação cambial na data do empréstimo: 2,00
- Cotação cambial na data do vencimento da amortização: 4,00

Valor a ser contabilizado na data do recebimento do empréstimo:
- Obrigação a pagar = US$ 100,00 x 2,00 = R$ 200,00

Valor a ser contabilizado na data do vencimento da amortização:
- Ajuste da variação monetária passiva = R$ 400,00 (US$ 100,00 x 4,00) (-) valor principal (R$ 200,00) = R$ 200,00

Existe uma controvérsia em relação aos juros:
- se os juros forem de 10% ao mês, a serem pagos com a amortização, alguns dizem que o valor deve ser integralmente contabilizado como despesas de juros (R$ 40,00 ou 10% de R$ 400,00) enquanto outros afirmam que a despesa de juros é R$ 20,00 e os outros R$ 20,00 seriam variação monetária passiva.

Embora atualmente a questão não tenha implicações em termos de contabilidade tributária, uma vez que ambos são "despesas", a questão se torna relevante tendo em vista uma conversão de um balanço em reais para um balanço em dólar, por exemplo. Na primeira hipótese, o balanço em dólar apresentaria a despesa de juros de US$ 10,00 (40,00 / 4,00), enquanto na segunda, a despesa a ser demonstrada seria de US$ 5,00 (20,00 / 4,00), considerando-se o critério de eliminação dos ajustes cambiais contábeis para fins da referida conversão.

## Correção monetária de balanços
Até 1994, em função da hiperinflação, no Brasil os balanços eram demonstrados com os ajustes denominados de "Correção Monetária de Balanços" (Lei 6.404/76). Para fins de contabilidade tributária, os itens permanentes do balanço (basicamente ativo permanente e patrimônio líquido) eram ajustados em função de um coeficiente fornecido pelo governo (com base em algum índice de inflação). Nesse caso, havendo saldo credor da correção monetária, o valor era ainda ajustado pelas variações monetárias, que poderiam aumentar ou reduzir o saldo a ser tributado pelo imposto de renda. Esse sistema foi criado pelo DL 1.598/77, em função da preocupação com o acréscimo ao lucro de valores tido como não-financeiros (ajustes decorrentes da inflação), o que poderia resultar em impostos a pagar sem que as empresas tivessem de fato o numerário em caixa. Tal entendimento não era majoritário entre os acadêmicos da classe contábil, mas continuou durante muitos anos como um dos principais "incentivos tributários" às empresas brasileiras com vultosos ativos imobilizados (indústrias, principalmente).

## Princípios contábeis
Em função das características da Economia brasileira, e da doutrina da essência econômica utilizada para o estudo das Ciências Contábeis no Brasil, a atualização monetária é considerada pelo CFC (Conselho Federal de Contabilidade) um princípio fundamental de contabilidade. Antes denominado de "princípio da correção monetária", ele atualmente é denominado "princípio da atualização monetária". Com o fim da hiperinflação, os ajustes dessa natureza nas demonstrações financeiras brasileiras são efetuados em razão das altas taxas de juros praticadas pelas instituições financeiras; e em decorrência do regime de "câmbio flutuante", que periodicamente provoca grandes oscilações na cotação do dólar americano em relação ao Real.